# Vilkitski-eiland
Vilkitski-eiland (Russisch: Остров Вильки́цкого; Ostrov Vilkitskogo) is een van de De Longeilanden, die een onderdeel zijn van de Nieuw-Siberische Eilanden. Het eiland is gelegen in het noordelijke deel van de Oost-Siberische Zee. Vilkitski-eiland heeft een oppervlakte van 1,5 km². Het hoogste punt is 70 m.
In tegenstelling tot Bennett- Henrietta- en Jeannette-eiland, die ook tot de De Longeilanden behoren, werd Vilkitski-eiland niet ontdekt door George Washington De Long, maar door Boris Vilkitski.

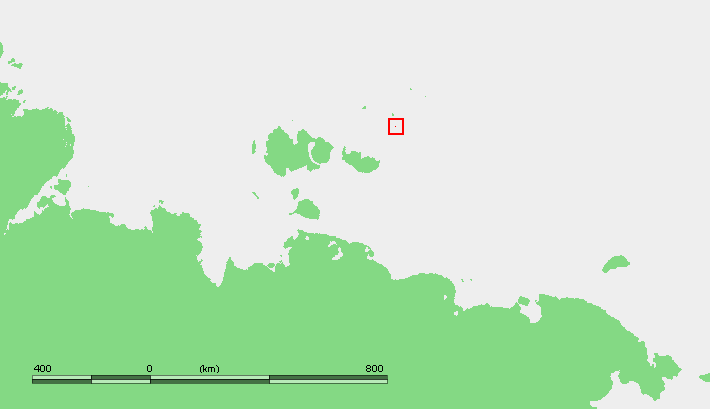
Ligging van het eiland

Sannikovland (spookeiland)